# دار الكتب الوطنية (حلب)

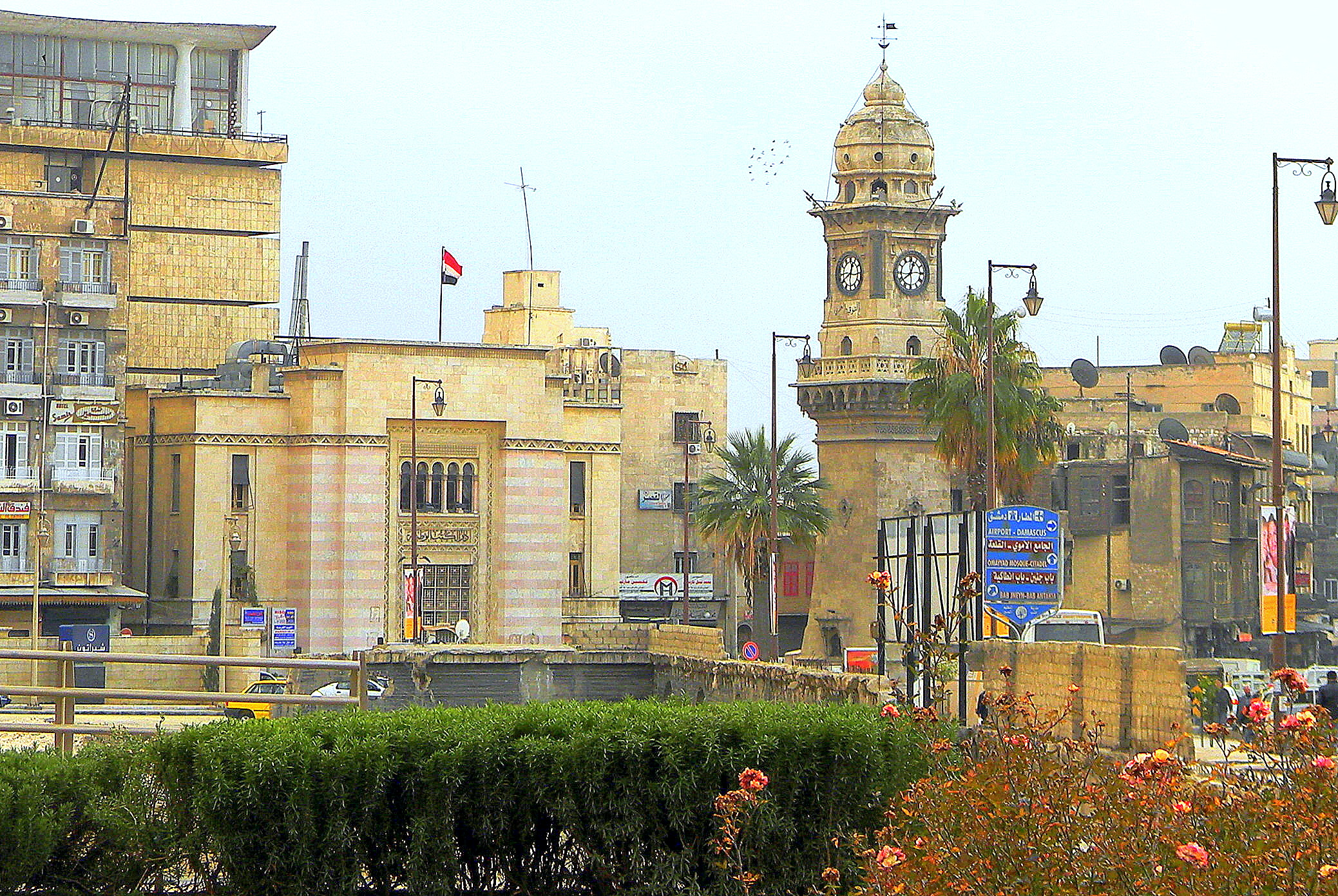
دار الكتب الوطنية بحلب

دار الكتب الوطنية أو المكتبة الوطنية بحلب هي مكتبة عامة في مدينة حلب السورية، تقع في وسط المدينة بمنطقة باب الفرج، يرجع تاريخ إنشائها إلى عام 1924، وتضم قاعات للمطالعة والمحاضرات ومسرحًا.

## تاريخ المكتبة
في عام 1924 صدر قرار من حكومة دمشق بتأسيس مكتبة في مدينة حلب باسم «مكتبة فرع المجمع العلمي العربي» وكلف هذه المهمة كل من العلامة الحلبي الشيخ كامل الغزي والقس مينش، وأرسلت إدارة المجمع حينذاك عددا من الكتب لتكون نواة للمكتبة، واختير لها المكان في دائرة الأوقاف الإسلامية التي كانت في خان الجمرك بالمدينة القديمة وخصصت لها غرفتان، وعمل على إدارتها الشيخ يونس رشدي وهاشم سويد، ولم يكن عدد الكتب المكتبة آنذاك يتجاوز 1500 كتاب وكانت نفقاتها من المجمع العربي.
ظل المجمع العلمي يشرف على المكتبة ويزودها ببعض الكتب والنفقات الضرورية ورواتب الموظفين حتى عام 1937، حين وضع حجر أساس لبناء دار الكتب الوطنية، التي اكتمل إنشاؤها وفي نهاية عام 1939، غير أن افتتاح المبنى تأخر بسبب الحرب؛ فقد احتل الفرنسيون المكان وجعلوه مقراً للدفاع المدني ثم احتلها الإنجليز ودام احتلالها حتى نهاية الحرب، ومن ثم دشن المبنى يوم الثلاثاء 4 ديسمبر (كانون الأول) 1945، وقد تحدث يوم التدشين الشيخ راغب الطباخ عن المكتبة وعن تاريخ المكتبات عند العرب.
شيدت الدار في ساحة باب الفرج بجهود من الأمير مصطفى الشهابي، محافظ حلب آنذاك، الذي أصبح في ما بعد رئيسا للمجمع العلمي العربي. وعند انتقال الدار، كان عدد الكتب نحو ستة آلاف كتاب تقريبا، وقامت البلدية بتأثيث قاعة المحاضرات وقاعة المطالعة وابتاعت الخزائن الحديثة لقاعة ومخزن الكتب من ستراسبورغ بفرنسا، وهي تتسع لمائة ألف كتاب. ودامت رعاية البلدية للدار حتى أواخر عام 1954، حين ألحقت بوزارة الثقافة ولا تزال.
زار الكثير من أعلام الأدب العربي المكتبة الوطنية بحلب، وأقاموا فيها أمسيات ثقافية ومحاضرات، ومنهم الشاعران اللبنانيان بشارة الخوري (الأخطل الصغير) وأمين نخلة والأدباء المصريون طه حسين وأحمد أمين وعائشة عبد الرحمن (بنت الشاطئ) وعباس محمود العقاد ومحمد حسين هيكل ومحمد مندور وأمين الخولي والشيخ محمد أبو زهرة وأمينة السعيد ودرية شفيق، كما استضافت أيضًا المؤرخين والشعراء والأدباء نقولا زيادة وفؤاد صروف وجورج طعمة وميخائيل نعيمة وسامي الدروبي وعبد السلام العجيلي وفؤاد أفرام البستاني وغيرهم.
كما أدار المكتبة عدد من الأسماء الثقافية والأدبية اللامعة في حلب، من بينهم الشاعر عمر أبو ريشة وسامي الكيالي وجلال زهدي الملاح وعلي الزيبق وغيرهم.

## المبنى
تشغل المكتبة الوطنية مبنى تاريخيًا يعود إلى ثلاثينات القرن العشرين، يقع في وسط المدينة بمنطقة باب الفرج وأمام ساعتها الشهيرة.
تحتل المكتبة مساحة تبلغ نحو 600 متر مربع بطابقين:
- الطابق العلوي: يشمل قاعة مطالعة عامة وقاعة للدراسات والأبحاث ـ أطلق عليهما اسما عمر أبو ريشة وخير الدين الأسدي ـ ومخزنًا للكتب.
- الطابق السفلي: يضم مسرح المكتبة، الذي يتسع لنحو 300 شخص، وتقام فيه المحاضرات والفعاليات الأدبية والثقافية.[1]

## قاعات المكتبة
تضم المكتبة ثلاث قاعات للمطالعة:
- قاعة المطالعة العامة (خير الدين الأسدي): وتَّتسع لحوالي 250 شخصاً.
- قاعة الدراسات العليا (عمر أبو ريشة): وهي مخصَّصة للمؤلفين وطلاب الدراسات العليا والصحفيين وحاملي الإجازة الجامعية، وتَّتسع لحوالي 50 شخصاً.
- قاعة المحاضرات (سناء محيدلي): وهي مخصَّصة للمحاضرات والندوات والنشاطات المسرحية، وتَّتسع لحوالي 300 شخصاً.[4]

## مسرح المكتبة
قُدّمت على خشبة مسرح دار الكتب الوطنية بحلب كثير من المسرحيات، قام بتمثيلها كبار الفنانين الذين لم تخرِجّهم المعاهدُ المسرحية، بل مارسوا ذلك هواية وتدريباً، وأنشأ نصوص تلك المسرحيات عدد من الأدباء من حلب وغيرها من المدن السورية التي نهض فيها الفن المسرحي منذ أربعينيات القرن الماضي، بعضها مؤلف، وبعضها معرّب أو مترجم. وقد قُدمت العشرات من المسرحيات على مسرح دار الكتب الوطنية منذ مطلع أربعينيات القرن العشرين، وأول مسرحية قُدمت على مسرح هذه الدار هي مسرحية عطيل. وتوالى بعد ذلك تقديم المسرحيات حتى اليوم، ومنها مسرحية الجزائر تثور سنة 1956 لمؤلفها منير داديخي ومخرجها مأمون الجابري، ومسرحية العسل المسحور للكاتب التركي عزيز نيسين وإخراج جوزيف ناشف سنة 1956، وغيرها. وقد انصرف اهتمام أصحاب المسرح المؤّلف إلى أمجاد الأمة العربية وتاريخِها وشخصياتِها البارزة وقادتها الأبطال في الماضي والحاضر كطارق بن زياد وموسى بن نصير وصلاح الدين الأيوبي وجميلة بوحيرد، فضلاً عن الموضوعات الاجتماعية والوطنية والإصلاحية.

## مقتنيات المكتبة
تضم المكتبة مائةَ ألف كتاب، ثلثاها باللغة العربية والثلث الآخر باللغات الأجنبية (كالفرنسية والإنجليزية والألمانية والتركية والعثمانية والروسية والإيطالية والإسبانية)، إلى جانب ثروة وثائقية من الصحف والمجلات السورية والعربية النادرة، وعدد من المكتبات الخاصة التي أهديت إليها خلال حياة أصحابها أو بعد وفاتهم، كمكتبة خير الدين الأسدي، ولا يوجد بالدار مخطوطات.
تسجل الكتب في دار الكتب الوطنية بحلب حسب ورودها على مختلف أنواعها، ولها رقم عام متسلسل، ورقم رمزي بحسب حجم الكتاب والسجل منظم حسب اسم الكتاب والمؤلف وتاريخ ومكان الطبع وعدد الأجزاء وعدد الصفحات والرقم الرمزي ومجموعة ملاحظات. ويسجل الكتاب ومؤلفه والمطبعة ومكان الطبع والتاريخ وعدد الأجزاء، وإذا كان حجم الكتاب حتى 20 سم يسجل رقمه الرمزي تحت حرف ص، بينما يسجل من 20 حتى 25 سم تحت حرف و، وإذا كان من 25 حتى 30 سم فيسجل رقمه تحت حرف ك، وإذا كان فوق 30 سم يسجل رقمه تحت حرف ع.
وترتب هذه الكتب على الرفوف الخاصة كل على حدة، وفق أرقام خاصة متسلسلة. كما تمتلك الدار ثلاثة فهارس للبطاقات، الأوَّل منهما بأسماء المؤلفين، ومرتَّب حسب الكنية والشهرة للمؤلف بحسب الأحرف الأبجدية، والثاني بالعناوين مرتَّب حسب اسم ورود الكتاب، والثالث حسب التصنيف العشري.
من مقتنيات المكتبة القديمة والنادرة كتاب «صفحة من تاريخ مصر في عهد محمد علي» للمؤرخ عمر طوسون، الذي يعود إلى القرن التاسع عشر.

## مديرو المكتبة
تعاقب على إدارة المكتبة بضعة عشر مديرًا، بدءاً من الشيخ كامل الغزي فعمر أبو ريشة، ومرورًا بالأديب سامي الكيالي ويونس رشدي ومحمد غسان شرف وجلال ملاح وعلي الزيبق وغسان كيلاني ومحمد جمعة عفش وعدنان حموش ومحمد الأبوحمد، وانتهاء بمديرها الحالي محمد خالد النائف (الذي تولى إدارتها عام 2003).
كان كثير من أولئك المديرين أدباء وشعراء وباحثين كعمر أبو ريشة وسامي الكيالي وعلي الزيبق. وكان لمعظم هؤلاء المديرين ولاسيما الذين طالت مدةُ إدارتهم لها أثر طيب ودور كبير في اتّساع النشاط الثقافي، وفي مقدمتهم الأديب سامي الكيالي صاحبُ مجلة الحديث التي كانت تصدر في حلب (1921 - 1960)، الذي تسلم إدارة المكتبة الوطنية بحلب في خمسينيات القرن العشرين، وامتاز عهد إدارته بحركة ثقافية ونشاط دؤوب في ميادين الأدب والفكر والفن والنقد والاجتماع وخصوصاً استضافةَ ثُلةٍ من أعلام الأدباء والمفكرين ومن دعاة الإصلاح في القرن العشرين من داخلِ سوريةَ وخارجها في مختلف الاختصاصات بحكم عمله في ميدان الأدب والصحافة.
اضطلع سامي الكيالي بطبع المحاضرات التي ألقاها نخبة من كبار المفكرين في القاعة الكبرى بدار الكتب الوطنية سنةً سنة بدءاً من سنة 1952 في كتابِ ممهورٍ باسم الدار يحمل عنوان المحاضرات العامة، وقد ظهر من تلك السلسلة خمسة أجزاء بين سنتي 1952 و1957 وكان في النية إصدار جزأين آخرين لكن هذا العمل توقف.

## العاملون بالمكتبة
يعمل على تقديم الخدمات لزوار المكتبة عدد من موظفيها المتخصصين الذين بلغ عددهم في أكتوبر 2010 نحو 35 موظفًا، منهم من درس علم المكتبات بشكل أكاديمي.

## مواعيد العمل بالمكتبة
تفتح المكتبة أبوابها 8 ساعة في اليوم لتستقبل زوارها يوميا من الثامنة صباحا وحتى الرابعة عصراً باستثناء يوم عطلتها الأسبوعي وهو يوم الجمعة.

## نظام الإعارة
تقدم المكتبة حق الاستعارات الداخلية والخارجية، إذ يُسمح لأيِّ شخصٍ أن يقرأ الكتاب الذي يرغب به سواءً للمطالعة الخاصة أو لضرورات البحث الأدبي أو العلمي، وذلك ضمن نظام الإعارة من دار الكتب الوطنية ودون قيد أو شرط، بموجب ورقة استعارة تربط بها هوية المطالع ويدوَّن بالورقة اسم الكتاب ورقمه، وتوقَّع حسب الأصول. وبعد إعادة الكتاب تسلَّم الهوية للمستعير.
أما الإعارة الخارجية فتتمُّ حصراً عن طريق اشتراك مقابل دفع 300 ليرة سورية كتأمين على الكتاب، ويمكن استرداد هذا المبلغ في الوقت الذي يحب المشترك، وذلك في سجل خاص ومطبوع يسجل فيه اسم الكتاب ومؤلفه ورقمه والتاريخ لمدة أسبوع.
ويمكن تجديد الإعارة إن لم يكن الكتاب مطلوباً من شخص آخر، علماً أنَّ الكتب التي لا يمكن إعارتها خارج الدار هي المراجع والكتب المطلوبة لحلقات البحث والقديمة والتراثية والقواميس والمعاجم والأجزاء.

## الأهمية
تضم دار الكتب الوطنية بحلب بعض أندر الكتب القديمة وأهمها، وتستقبل الباحثين وطلبة الجامعات. ويتباين عدد زائري المكتبة تبعًا لفترات العام؛ ففي الموسم الدراسي بالجامعات والمعاهد يصل عدد مرتادي المكتبة إلى نحو 600 شخص يوميا، لكنه ينخفض خلال فصل الصيف، وعندها يقتصر تقريبا على الباحثين وطلبة الدراسات العليا.